# Polyfenyleensulfide

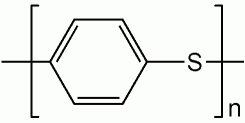
polyfenyleensulfide

Polyfenyleensulfide is een synthetisch polymeer, dat is opgebouwd uit benzeenringen die verbonden zijn door zwavelbruggen. Omdat de zwavelatomen in de "para"-configuratie met de benzeenringen zijn verbonden, dus diametraal tegenover elkaar, is een meer correcte benaming poly(parafenyleensulfide). Men gebruikt ook de afkorting "PPS" van de Engelse naam polyphenylenesulfide.
PPS is een thermoplastisch polymeer met gunstige eigenschappen, die het geschikt maken als technisch polymeer voor speciale toepassingen. Het is bestand tegen hoge temperaturen van meer dan 200 °C. Het is een goede elektrische isolator en is bestand tegen zuren en basen, en is bijna onoplosbaar in organische solventen beneden 200 °C. PPS is ook uit zichzelf vlamvertragend: in een brand verkoolt het maar ontvlamt het niet.

## Synthese
PPS wordt geproduceerd door de chemische reactie van een sulfide met 1,4-dichloorbenzeen. Natriumsulfide Na2S is het meest gebruikte sulfide. Het is een condensatiepolymerisatie:
ClC6H4Cl + Na2S → 1/n [C6H4S]n + 2 NaCl
PPS werd reeds in 1888 bereid door Charles Friedel en James Mason Crafts, maar het duurde tot na de Tweede Wereldoorlog vooraleer de praktische bruikbaarheid van de stof werd onderkend. Harold Wayne Hill Jr. en James T. Edmonds Jr. van de Phillips Petroleum Company in de Verenigde Staten stelden een procedé op punt waarmee PPS van goede kwaliteit, vrij van onzuiverheden en nevenproducten, op industriële schaal kon geproduceerd worden. Phillips Petroleum Company hanteert de merknaam Ryton voor haar PPS.
PPS kan verwerkt worden tot vezels, films of voorwerpen door middel van spuitgieten. Massief PPS is gewoonlijk versterkt met glasvezels of koolstofvezels. Met PPS kunnen complexe stukken met kleine toleranties gefabriceerd worden door middel van spuitgieten.

## Toepassingen
Polyfenyleensulfide vindt vooral toepassing als technisch polymeer in onderdelen voor de elektronica- en voertuigindustrie, die aan mechanische, thermische, chemische en/of elektrische belasting blootgesteld zijn: onderdelen van het brandstofsysteem, remsysteem, koelsysteem; afdichtingen, isolatie, filtermateriaal, enz.